# 梁必业
梁必业（1916年3月7日—2002年10月14日），原名梁必滉，字朗山。江西吉安人，中国抗日战争期间改名梁必业。中国人民解放军高级将领，中将军衔。

## 生平

### 民国时期
1929年，加入中国工农红军，一直担任政治职务，跟随中央红军长征至陕北。抗日战争时期在一一五师，一直在山东地区进行敌后作战。担任军区教导团政治委员，一师政治委员。第二次国共内战时期，任东北民主联军第一师政治委员。1947年任东北野战军第一纵队副政治委员，政治委员。1949年任第四野战军三十八军政治委员。参加了辽沈、平津、广西等战役。

### 人民共和国时期
中华人民共和国成立后，任中南军区政治部组织部部长，第一副主任兼干部部部长。1955年起任政治学院副教育长，教育长兼政治部主任。1957年任志愿军副政治委员兼政治部主任。1958年任济南军区副政治委员，第二政治委员。1960年起任总政治部副主任兼组织部部长，解放军纪律检查委员会副书记。1982年，任军事科学院政治委员（时有第一政委粟裕），1983年，正式接任军事科学院政委。1955年被授予中将军衔。是第三届全国人民代表大会代表，第四、五届全国人民代表大会常务委员会委员，中国共产党第十一、十二届中央委员。1985年在中国共产党全国代表会议上被增选为中央顾问委员会委员。2002年10月14日在北京逝世，享年86歲。
1955年获二级八一勋章、一级独立自由勋章、一级解放勋章，1988年获一级红星功勋荣誉章。

## 荣誉

### 外国勋章奖章
- 二级国旗勋章（朝鲜，1958年10月24日于平壤颁发[4]）